# Балтийская синеклиза
Балтийская синеклиза — отрицательная структура на северо-западе Русской плиты, часть Балтийско-Приднестровской зоны перикратонных прогибов.
Занимает территории Литвы, Латвии, Эстонии, Калининградской области России, Польши, Дании, часть Швеции и Балтийского моря. Соединяется на северо-западе с Балтийским щитом, на востоке с Латвийской седловиной, на юго-востоке с Белорусской антеклизой, на юго-западе отделена от Поморской впадины линией Тейсейра — Торнквиста. Простирается на северо-восток на 700 км, ширина 250—500 км.
Фундамент опущен на глубину до 8 км (на юго-западе). Осадочный чехол представлен отложениями палеозоя (от венда до перми), частично мезо-кайнозойскими. Балтийская синеклиза сформировалась в каледонский этап тектогенеза. В платформенном чехле выделяются верхнебайкальский, каледонский, герцинский и киммерийско-альпийский структурно-формационные комплексы. С ними связаны Балтийская нефтегазоносная область, месторождения горючих сланцев, янтаря и других полезных ископаемых.